# Gran Sinagoga (Gibraltar)
La Gran Sinagoga de Gibraltar, también conocida como Kahal kadoš ša'ar hašamayim (hebreo: קהל קדוש שער השמיים), está situada en el Territorio Británico de Ultramar de Gibraltar, y es la sinagoga más antigua de la península ibérica todavía en uso. Fue fundada en 1724 por Isaac Nieto de Londres. Después de haber sido reconstruida varias veces, el edificio actual data de 1812 y comparte características comunes con la sinagoga portuguesa de Ámsterdam - 1675 y la sinagoga de Bevis Marks de Londres, 1701.